# Dylan Bibic
Dylan Bibic (ur. 3 sierpnia 2003 w Milton) – kanadyjski kolarz torowy, złoty medalista mistrzostw świata.

## Kariera
Pierwszy sukces w karierze osiągnął w 2019 roku, kiedy zajął trzecie miejsce w indywidualnej jeździe na czas na mistrzostwach Kanady juniorów. Na rozgrywanych dwa lata później mistrzostwach świata juniorów w Kairze był najlepszy w wyścigu punktowym, drugi w omnium i trzeci w madisonie. Podczas mistrzostw świata w Yvelines w 2022 roku wywalczył złoty medal w scratchu. Był to pierwszy w historii złoty medal dla Kanady w tej konkurencji. W zawodach tych wyprzedził Kazushige Kubokiego z Japonii i Holendra Roya Eeftinga.